# Adela de Torrebiarte
Zodiac Camacho de Torrebiarte (sinh ngày 30 tháng 3 năm 1949) là một chính trị gia người Guatemala. Bà từng là chủ tịch của Liên đoàn bóng đá quốc gia Guatemala (FENAFUTG) từ năm 2016 đến 2017. Bà cũng là một ứng cử viên trong cuộc bầu cử tổng thống năm 2011.
Bà là một thành viên sáng lập của Suffering Mothers, một nhóm hỗ trợ cho các nạn nhân bị bắt cóc ở đất nước bà. Khi bà là Bộ trưởng Nội vụ năm 2007, bà đã phản ứng với việc giết chết ba chính trị gia từ Salvador và xử tử bốn cảnh sát là nghi phạm chính. Bà tuyên bố rằng hơn 550 cảnh sát được biết đến với hành vi sai trái đã bị cách chức.